# Ein Fall für TKKG
Ein Fall für TKKG ist eine zwölfteilige Jugendserie des ZDF aus den Jahren 1985 bis 1987. Sie basiert auf der Jugendbuchreihe TKKG, Regie führte Lutz Büscher.

## Inhalt
Die einzelnen Folgen der Serie beruhen im Ablauf – bis auf Abstriche – auf den Jugendbüchern von Stefan Wolf. Immer wieder geraten die vier Jugendlichen an mysteriöse Fälle, die sie meisterhaft lösen bzw. aufdecken können. Die vier besuchen ein Internat. Tim und Klößchen wohnen dort auch, während Gaby und Karl „Externe“ sind (sie wohnen bei ihren Eltern und kommen nur für den Schulunterricht in das Internat). Mitunter gibt es Ereignisse an ihrer Schule, die TKKG zum Eingreifen zwingen.
Kommissar Glockner, gleichzeitig Vater von Gaby, kann auf die Hilfe der jungen Detektive stets zählen. Zumeist ist Tim als Anführer der Gruppe für die Vorgehensweise bei den unterschiedlichen Fällen verantwortlich. Unterstützt wird er hierbei im Wesentlichen vom hochintelligten Karl. Am Ende jeder Folge, sozusagen als Running-Gag, reklamiert stets Klößchen den Erfolg einer Aktion für sich.
Ständiger Begleiter von TKKG ist Gabys Hund Oskar.

## Schauspieler der Serie
In den Hauptrollen sind Fabian Harloff und ab Folge 7 (Staffel 2) Kai Künstler als Tim, Christian Pfaff als Karl, Kai Maahs als Klößchen, Jessica Gast als Gaby, Edgar Bessen als Kommissar Glockner sowie Karl-Michael Vogler als Schokoladenfabrikant Sauerlich und Else Quecke als Oma Sauerlich zu sehen. Mit Ausnahme von Fabian Harloff (und Kai Maahs mit einer Nebenrolle) haben alle Kinderdarsteller der TKKG-Clique nach der Serie ihre Schauspielerkarriere beendet. Als Gaststars hatten unter anderen Diether Krebs, Werner Cartano, Mick Werup, Ferdy Mayne, Gernot Endemann, Karin Rasenack, Ernst von Klipstein, Ben Becker, Horst Janson, Helga Feddersen, Werner Kreindl, Ivan Desny, Claudia Rieschel, Uwe Hacker, Carlo von Tiedemann, Witta Pohl,  Peter Schlesinger, Willem und Arthur Brauss einen Auftritt.

## Folgen
Erste Staffel
| Nr. (ges.) | Nr. (St.) | Originaltitel                       | Erstausstrahlung |
| ---------- | --------- | ----------------------------------- | ---------------- |
| 1          | 1         | Das leere Grab im Moor              | 7. Nov. 1985     |
| 2          | 2         | Angst in der 9a                     | 14. Nov. 1985    |
| 3          | 3         | Die Jagd nach den Millionendieben   | 21. Nov. 1985    |
| 4          | 4         | Der Schlangenmensch                 | 28. Nov. 1985    |
| 5          | 5         | Das Geheimnis der chinesischen Vase | 5. Dez. 1985     |
| 6          | 6         | Der blinde Hellseher                | 12. Dez. 1985    |

Zweite Staffel
| Nr. (ges.) | Nr. (St.) | Originaltitel                | Erstausstrahlung |
| ---------- | --------- | ---------------------------- | ---------------- |
| 7          | 1         | Überfall im Hafen            | 22. Okt. 1987    |
| 8          | 2         | Bestien in der Finsternis    | 29. Okt. 1987    |
| 9          | 3         | Spion auf der Flucht         | 5. Nov. 1987     |
| 10         | 4         | Gangster auf der Gartenparty | 12. Nov. 1987    |
| 11         | 5         | Haie an Bord                 | 19. Nov. 1987    |
| 12         | 6         | Todesfracht im Jaguar        | 26. Nov. 1987    |

## Hintergrund
Die ersten sechs Folgen wurden im November und Dezember 1985 im ZDF in Erstausstrahlung gezeigt. Die Folgen 7 bis 12 strahlte das ZDF zwei Jahre später im Oktober und November 1987 zum ersten Mal aus. Danach wurden alle Folgen in unregelmäßigen Abständen im ZDF und im KI.KA (dort unter anderem im Rahmen der Sendung TKKG – Der Club der Detektive) gesendet. Gedreht wurde in Hamburg, unter anderem in Hagenbecks Tierpark, und in verschiedenen Orten im Kreis Stormarn (Schleswig-Holstein). Die Spielfahrzeuge tragen daher das Kfz-Kennzeichen des Kreises Stormarn: OD. Die Folge Der Schlangenmensch wurde am und im Herrenhaus Tremsbüttel gedreht.
Die Drehbücher der ersten Staffel stammen von Herbert Lichtenfeld. Da Stefan Wolf die Umsetzung nicht zusagte, schrieb er die Drehbücher zur zweiten Staffel selbst. Produziert wurde die Serie von Televersal Hamburg Film- und Fernsehproduktion.

## Veröffentlichung
Da es sich um eine Adaption handelt, sind alle Folgen als gleichnamige Bücher sowie mit anderen Sprechern auch als Hörspiele erschienen.
Einzelne Folgen der Fernsehserie erschienen in den 80er-Jahren auf VHS, dort sind als Copyright-Inhaber die Pelikan AG (damaliger Verleger der TKKG-Bücher) sowie die Miller International Schallplatten GmbH (damaliger Name des Labels der TKKG-Hörspiele) genannt. Die VHS-Kassetten waren im Vertrieb von RCA/Columbia Video Pictures.
Bisher wurde die Fernsehserie nicht auf DVD veröffentlicht. Anfang 2018 kündigte PIDAX FILM, ein Filmverlag mit Fokus auf Restaurierung und Veröffentlichung älterer Filme und Serien, eine komplette DVD-Box mit allen 12 Folgen auf zwei DVDs an, musste diese Ankündigung jedoch noch vor Veröffentlichung zurücknehmen. Laut mehreren Einträgen in dem dazugehörigen Internetforum sei eine Veröffentlichung nicht unmöglich, würde – wenn überhaupt – aber noch Jahre dauern. Konkrete Hintergründe wurden jedoch nicht genannt.